# Katharina Heyden
Katharina Heyden (* 30. April 1977 in Ost-Berlin; geborene Rößler) ist eine in Deutschland geborene historische Theologin und Expertin für antikes und mittelalterliches Christentum und der interreligiösen Verflechtungen. Sie ist Professorin für Ältere Geschichte des Christentums und der interreligiösen Begegnungen an der Universität Bern und ordinierte Pfarrerin.

## Leben
Nach dem Studium in Berlin, Jerusalem und Rom (1996–2003) legte sie 2003 das Erste Theologische Examen ab. Sie promovierte 2008 an der Friedrich-Schiller-Universität Jena mit einer Arbeit über die apokryphe «Erzählung des Aphroditian». Von 2008 bis 2011 war sie wissenschaftliche Mitarbeiterin an der Georg-August-Universität Göttingen, wo sie 2013 mit der Arbeit «Orientierung. Die westliche Christenheit und das Heilige Land in der Antike» habilitierte. Von 2012 bis 2017 war sie als erste Theologin Mitglied der „Jungen Akademie“ an der Berlin-Brandenburgischen Akademie der Wissenschaften. Seit 2014 ist Heyden Professorin für Ältere Geschichte des Christentums und der interreligiösen Begegnungen an der Universität Bern. Dort leitete sie zwischen 2018 und 2024 die Interfakultäre Forschungskooperation „Religious Conflicts and Coping Strategies“. Forschungsaufenthalte führten sie an die University of Chicago (2021) und das Institute of Advanced Study Princeton (2024). 2022 hat sie gemeinsam mit dem Historiker David Nirenberg die internationale Forschungsinitiative «Co-produced Religions: Judaism, Christianity, Islam» ins Leben gerufen.
Heyden ist unter anderem Mitglied des Wissenschaftlichen Beirats der Fritz-Thyssen-Stiftung und des Herausgeberteams der «Zeitschrift für Antikes Christentum».

## Preise und Auszeichnungen
2009 Preis der Gesellschaft zum Studium des christlichen Orients
2012 Dorothea-Schlözer-Forschungsstipendiatin
2013–2017 Berufenes Mitglied der “Jungen Akademie”
2020 Credit Suisse Award for Best Academic Teaching.
2022 ERC/SNF Consolidator Grant

## Veröffentlichungen (Auswahl)
Als Autorin:
- Die „Erzählung des Aphroditian“. Thema und Variationen einer Legende im Spannungsfeld von Christentum und Heidentum (= Studien und Texte zu Antike und Christentum. Band 53). Mohr Siebeck, Tübingen 2009, ISBN 978-3-16-149815-2 (Dissertation).
- Orientierung. Die westliche Christenheit und das Heilige Land in der Antike (= Jerusalemer Theologisches Forum. Band 28). Aschendorff, Münster 2014, ISBN 978-3-402-11029-4 (Habilitationsschrift).
- Fremdenliebe – Fremdenangst. Zwei akademische Reden zur interreligiösen Begegnung in Spätantike und Gegenwart. Zürich 2016, ISBN 978-3-290-17863-5.
- De gestis in Perside – Eine Religionskonferenz in Persien. Eingeleitet, übersetzt und kommentiert von Katharina Heyden. (= Fontes Christiani. 87). Freiburg / Basel / Wien 2019, ISBN 978-3-451-32904-3.
- Unterscheiden ohne zu trennen. Wiederentdeckung eines christlichen Weltzugangs aus Quellen des fünften Jahrhunderts, Tübingen 2025.

Als Herausgeberin:
- mit Henrike Manuwald (Hrsg.): Heilige Texte. Formen und normative Grenzen der Übertragung in Judentum, Christentum und Islam, Hermeneutische Untersuchungen zur Theologie. Tübingen 2018, ISBN 978-3-16-156312-6.
- mit Maria Lissek: Jerusalem II: Roman-Byzantine Times. Civitatum Orbis Mediterraneum Studia (COMES). Tübingen 2021, ISBN 978-3-16-158303-2.
- mit Adrian Brändli: Claiming History in Religious Conflicts. (Bibliotheca Helvetica Romana), Basel 2021, ISBN 978-3-7965-4454-5.
- mit David Nirenberg, The Co-production of Judaism, Christianity, and Islam. Artefacts, Rituals, Communities, Narratives, Doctrines, Concepts, CORE 1, Brepols 2025.